# Schwarze Laber
Schwarze Laber (română Laberul Negru) este un râu în Bavaria, Germania, tributar al Dunării, pe stânga.

## Descriere
Izvorăște în apropiere de Neumarkt in der Oberpfalz. Are o lungime de circa 76 de kilometri, traversând câteva orășele, printre care Parsberg, Beratzhausen, Laaber și Deuerling. Se varsă în Dunăre, la Sinzing.
Schwarze Laber îngheață doar în timpul iernilor deosebit geroase, întrucât este alimentat cu apă provenind din izvoare carstice subterane. Temperatura apei nu coboară, de obicei, sub 8 °C.

### Localități traversate de Schwarze Laber
- Pilsach-Dietkirchen
- Velburg-Oberweiling
- Velburg-Lengenfeld
- Parsberg
- Beratzhausen
- Laaber
- Deuerling
- Eichhofen
- Schönhofen
- Sinzing